# Alexandre Piankoff
Alexandre Piankoff (Александр Николаевич Пьянков, Aleksandr Nikolajevitš Pjankov), né le 18 octobre 1897 à Saint-Pétersbourg, en Russie, et mort le 20 juillet 1966 à Bruxelles, en Belgique est un égyptologue et orientaliste français d'origine russe. Il est surtout connu pour ses traductions de textes religieux.

## Biographie
Alexandre Piankoff s'intéresse à l'égyptologie à la suite d'une visite de la collection d'antiquités égyptiennes au musée de l'Ermitage à Saint-Pétersbourg.
Piankoff obtient son baccalauréat juste avant le début de la révolution russe et de la Première Guerre mondiale. Ayant fui la Russie, il s'engage dans l'armée française d'Orient en 1917 et combat sur le front de Salonique.
Après la fin de la guerre, en 1920, il entreprend des études de philologie égyptienne à Berlin où il suit l'enseignement de Johann Peter Adolf Erman et de Kurt Heinrich Sethe. Il s'initie également à la philologie allemande et aux philosophies orientales (la pensée chinoise et les courants spirituels de l'Inde antique).
Il s'installe à Paris en 1924, où il suit des études classiques à la Sorbonne. Il y obtient une licence en 1927. En 1929, après avoir suivi les cours de Henri Sottas et Étienne Drioton, sa thèse « Le cœur dans les textes égyptiens », démontrant son intérêt pour la philologie et la philosophie religieuse, lui permet d'obtenir le doctorat de l'Université de Paris. Il fréquente également l'école des langues orientales vivantes où il obtient un certificat de turc en 1925, d'arabe en 1926 et de fārsi en 1927.
De 1928 à 1939, il écrit des articles pour le bulletin de l'institut byzantin de Paris où il est spécialiste de l'arabe et du copte. Entre-temps, en 1936, il obtient la nationalité française.
Mobilisé en 1939 puis réformé en 1940 à cause d'un décollement de rétine, il s'installe au Caire. Peu après, il épouse Hélène Wolynscki, née à Alexandrie en 1905.
À partir de 1942, il est chargé de mission à l'Institut français d'archéologie orientale du Caire. En 1946, il y devient pensionnaire.
Il se spécialise alors dans les textes funéraires du Nouvel Empire : 
- le Livre de l'Amdouat ;
- le Livre des Portes ;
- le Livre des cavernes ou Livre des Quererts ;
- le Livre de la Vache divine ;
- les Litanies de Rê ;
- le Livre du jour et de la nuit.

Après avoir publié une traduction exhaustive du Livre des Portes, en collaboration avec Charles Maystre, il publie le Livre du Jour et de la Nuit puis le Livre des cavernes et enfin, les Chapelles de Toutânkhamon. La Bollingen Foundation, de New York, lui demande alors la traduction de ses ouvrages en anglais. Une section nouvelle (Egyptian Religious Texts and Representations) est alors créée pour publier ses travaux, dont plusieurs sont édités en collaboration avec Natacha Rambova.
Il est rattaché administrativement au Centre national de la recherche scientifique où il reste jusqu'à sa mort. Il y devient maître de recherche en 1964.

## Publications
- Le cœur dans les textes égyptiens depuis l'ancien jusqu'à la fin du nouvel Empire, Paul Geuthner, Paris, 1930.
- Une lampe Copte au musée du Louvre, Paris, 1935.
- « Sur une statuette de Bès », Bulletin de l’Institut français d’archéologie orientale, no 37,‎ 1937, p. 29-33 (lire en ligne)
- « Deux plafonds dans les tombes royales », Bulletin de l’Institut français d’archéologie orientale, no 38,‎ 1939, p. 65-70 (lire en ligne)
- Avec Charles Maystre, Le Livre des Portes, Textes hiéroglyphiques, MIFAO 68, IFAO, Le Caire, 1939.
- Avec Étienne Drioton, Le Livre du jour et de la nuit, (dont un chapitre sur l'écriture énigmatique), Paris, 1942.
- « Le livre des Quererts [1] », Bulletin de l’Institut français d’archéologie orientale, no 41,‎ 1942, p. 1-11 (lire en ligne)
- « Le livre des Quererts [2] », Bulletin de l’Institut français d’archéologie orientale, no 42,‎ 1944, p. 1-62 (lire en ligne)
- « Le livre des Quererts [3] », Bulletin de l’Institut français d’archéologie orientale, no 43,‎ 1945, p. 1-50 (lire en ligne)
- « Le livre des Quererts [fin] », Bulletin de l’Institut français d’archéologie orientale, no 45,‎ 1947, p. 1-42 (lire en ligne)
- « Les grandes compositions religieuses dans la tombe de Pédéménope », Bulletin de l’Institut français d’archéologie orientale, no 46,‎ 1947, p. 73-92 (lire en ligne)
- « Le nom du roi Sethos en égyptien », Bulletin de l’Institut français d’archéologie orientale, no 47,‎ 1948, p. 175-177 (lire en ligne)
- La création du disque solaire, Paris, 1953.
- The tomb of Ramesses VI, 2 Vol., Pantheon Books, Janvier 1954.
- Avec Natacha Rambova, Egyptian religious texts and representations, Pantheon books, 1954, 1957 et 1964.
- Shrines of Tut-Ankh-Amon, Pantheon Books, janvier 1955.
- Mythological Papyri, Pantheon Books, 1957.
- « La tombe de Ramsès Ier », Bulletin de l’Institut français d’archéologie orientale, no 56,‎ 1957, p. 189-200 (lire en ligne)
- The litany of Re : Texts translated with commentary, Egyptian Religious Texts and Representations, Volume 4, Bollingen Series XL:4, Pantheon Books, janvier 1964.
- « Les compositions théologiques du Nouvel Empire égyptien », Bulletin de l’Institut français d’archéologie orientale, no 62,‎ 1964, p. 121-128 (lire en ligne)
- « Quel est le « Livre » appelé [medjat jmy dwat] », Bulletin de l’Institut français d’archéologie orientale, no 62,‎ 1964, p. 147-149 (lire en ligne)
- « Les grandes compositions religieuses du Nouvel Empire et la réforme d'Amarna », Bulletin de l’Institut français d’archéologie orientale, no 62,‎ 1964, p. 207-218 (lire en ligne)